# Casa Roca (Guàrdia de Noguera)
La Casa Roca és una casa de Guàrdia de Noguera, al municipi de Castell de Mur (Pallars Jussà) inclosa a l'Inventari del Patrimoni Arquitectònic de Catalunya.

## Descripció
És una casa renaixentista entre mitgeres, dominant el encreuament entre el c/ Major i el c/ Nou, eixos principals de la trama. 

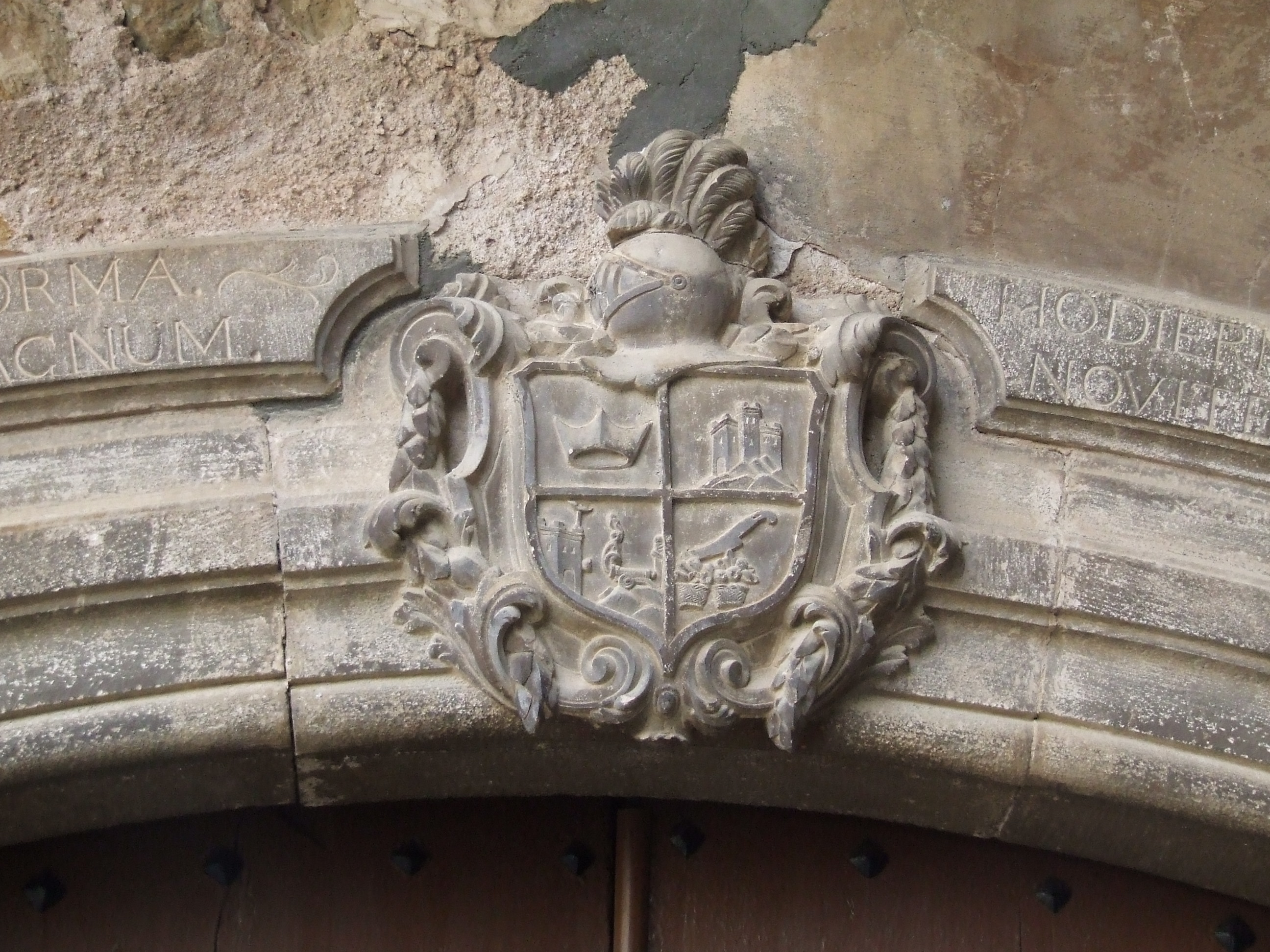
Escut heràldic a la clau del portal

Tres plantes d'alçària i golfes. Composició simètrica a la façana, amb portal d'arc escarser amb brancals que continuen les mateixes motllures de la llinda. Porta amb arcada de mig punt al lateral esquerra. Tres balconades de ferro sobre lloses de pedra a les dues plantes superiors. Murs de carreus de pedra reblats o arrebossats. Coberta de teula àrab amb ràfec.

## Història
Hi ha una inscripció a la llinda del portal: "EX ANTIQUIS FORMA [escut] MODERNA PARATUR". / "ULTIMUS IN MAGNUM [heràldica] NOVITERQUE REDUXIT".
En els carrers hi ha dates dels segles XV al xix.